# Liga da Juventude Comunista da China
A Liga da Juventude Comunista de China (chinês tradicional: 中國共產主義青年團, chinês simplificado: 中国共产主义青年团, pinyin: Zhōngguó Gòngchǎnzhǔyì Qīngniántuán), também conhecida como Liga dos Jovens Comunistas ou simplesmente Liga da Juventude Comunista, é um movimento de jovens da República Popular da China para jovens entre os quatorze e vinte e oito anos, administrada pelo Partido Comunista da China. A liga é organizada seguindo o modelo do partido. Seu presidente é o Primeiro-Secretário, que é um membro suplente do Comitê Central do Partido Comunista da China. O atual Primeiro-Secretário (nomeado em junho de 2018) é He Junke (nascido em fevereiro de 1969). A Liga da Juventude Comunista é responsável também por orientar as atividades dos Jovens Pioneiros da China (para crianças abaixo de quinze anos de idade).

## História
Foi fundada em maio de 1920 com o nome de Liga da Juventude Socialista da China. Embora o Partido tenha sido oficialmente estabelecido em junho de 1921, a Liga da Juventude Socialista foi organizada em conjunto com o estabelecimento do Partido no país. Em maio de 1922, o 1º Congresso Nacional (chinês tradicional: 全國代表大會, chinês simplificado: 全国代表大会, pinyin: Quánguó Dàibiǎo Dàhuì) da Liga foi realizado sob a liderança do Partido, e, assim, tornou-se uma organização unificada na China. No 3º Congresso Nacional em janeiro de 1925, a Liga da Juventude Socialista foi renomeada como Liga da Juventude Comunista. Após a Segunda Guerra Sino-Japonesa, como forma de se adaptar à nova situação política e social, foi oficialmente renomeada como Liga da Juventude da Nova Democracia Chinesa em abril de 1949.
Posteriormente em maio de 1957, seu nome como Liga da Juventude Comunista da China foi retomado, combinando os congressos de todas as três ligas (Liga da Juventude Socialista da China, Liga da Juventude Comunista da China e também a Liga da Juventude da Nova Democracia Chinesa). Durante os 10 anos da Grande Revolução Cultural Proletária, o funcionamento da Liga foi bloqueado e seu Comitê Central foi dissolvido e acusado de revisionismo; suas funções foram parcialmente retomadas no início dos anos 70. De 1978 a 2008, seis congressos foram realizados.
A Liga da Juventude Comunista tem contribuído com a formação de diversos líderes do Partido Comunista da China que atuam em posições de importância na República Popular da China. A proliferação de líderes com um passado na Liga fez com que o nome informal de "Facção da Liga de Jovens" fosse usado para descrever esses membros da liderança. A primeira "facção da Liga de Jovens" foi representada por Hu Yaobang (presidente do partido de 1981 a 1982, secretário-geral do partido entre 1982 e 1987 após a abolição da posição de presidente). A segunda "facção da Liga de Jovens" foi representada por Hu Jintao (secretário-geral entre 2002 e 2012, presidente da República entre 2003 e 2013). Embora não haja um ligação direta entre os dois Hus, a administração de Hu Jintao formalmente buscou elevar a memória do Hu anterior. Em 2005, no 90º aniversário de of Hu Yaobang, um novo museu e uma série de livros comemorativos e programas de televisão foram lançados. A morte escandalosa do filho de Ling Jihua e Gu Liping, um casal associado com a Liga da Juventude Comunista, pode ter manchado a reputação da organização como um caminho para o poder.
O atual Secretário-Geral do Partido Comunista da China, Xi Jinping, buscou reduzir a proeminência da ala ligada à Juventude no Partido Comunista, declarando que "Tudo o que eles [quadros] podem fazer é somente repetir a mesma burocracia antiga, a mesma conversa estereotipada". Comentaristas políticos tem notado que a diminuição da facção da Liga da Juventude Comunista reduziu a influência do líder político da China, Hu Jintao, solidificando a facção própria de Xi. Xi fechou a Escola Central da Liga da Juventude Comunista da China, fundindo-a à Academia Chinesa de Ciências Sociais. Ele também rebaixou o chefe da liga e prendeu um de seus principais funcionários.

## Ingresso
Os atos de juramento para o ingresso na Liga da Juventude Comunista são convocados por unidades organizadas da Liga como os comitês de base ou os agrupamentos locais. Neles participam diferentes grupos de membros da Liga junto aos jovens que se incorporam à organização. A cerimônia, envolta em uma grande solenidade, possui também um aspecto educativo. No lugar a ser realizada a celebração deve haver a bandeira da Liga e os assistentes irão colocar na lapela dos a insígnia da organização.
As fases principais da cerimônia são as seguintes:
- Todos os participantes cantam o hino da República Popular da China;
- Representantes dos membros da Liga da Juventude Comunista contam suas experiências;
- Os novos membros prestam o juramento sob a bandeira da Liga da Juventude Comunista;
- Todos os presentes cantam o hino oficial da Liga da Juventude Comunista.

o texto do juramento é o seguinte a ser feito pelos novos ingressantes é o seguinte:
"Afirmo minha vontade de unir-me à Liga da Juventude Comunista da China, de defender com firmeza a liderança do Partido Comunista de China, de respeitar as normas da Liga, de aplicar suas resoluções, de cumprir minhas obrigações como membro, de respeitar a disciplina, de estudar com diligência, de trabalhar de maneira positiva, de deixar para atrás as penas e olhar adiante com alegria, e de lutar pela causa do comunismo."

## Obrigações dos membros
1. Estudar com diligência o marxismo-leninismo, o pensamento Mao Zedong, as teorias de Deng Xiaoping e a teoria da Tríplice Representatividade; estudar os ensinamentos da Liga, da ciência, da cultura e do trabalho, e aperfeiçoar continuamente sua capacidade de servir ao povo.
2. Promover e aplicar as diretrizes do Partido, assim como seus princípios e suas políticas; participar de maneira positiva na expansão revolucionária e na construção da modernização socialista; completar com diligência as tarefas dadas pela Liga, e dar exemplo no estudo, no trabalho e nas demais atividades sociais.
3. Respeitar escrupulosamente as leis e normas do Estado e a disciplina da Liga, aplicar as resoluções da Liga; desenvolver os novos costumes do socialismo, promover a ética do comunismo, defender os interesses do povo e do Estado, e lutar com valentia para assegurar a propriedade do Estado e a seguridade dos cidadãos.
4. Aceitar os ensinamentos da defesa nacional, reforçar a consciência sobre esta e cumprir as obrigações para defender à pátria.
5. Aprender humildemente com as massas populares, ajudar com fervor ao progresso da juventude e expressar com presteza as exigências e as opiniões dos jovens.
6. Desenvolver o sentido crítico e autocrítico, ter a valentia de corrigir as faltas e os erros e defender a unidade.

## Direitos dos membros
De acordo com os estatutos da Liga, os membros desfrutam dos seguintes direitos:
1. Participar em reuniões relacionadas com a Liga ou em qualquer tipo de atividade organizada por esta, e receber a educação e formação necessária;
2. No seio da Liga existem os direitos de eleição e voto;
3. Nas reuniões da Liga e em suas publicações, participar das discussões sobre o trabalho desta e sobre os problemas da juventude, aportar sugestões ao trabalho da Liga e supervisionar e criticar aos organismos de direção e aos trabalhadores da Liga;
4. Em caso de desacordo em uma resolução da Liga, antes de seu aprovação, pode manter-se a reserva e apelar às instâncias superiores da organização;
5. Em caso de que se aprovem medidas disciplinares contra um membro, este pode defender em seu nome e solicitar o testemunho de outros membros da Liga;
6. Presentar petições, apelações e queixas ante a qualquer estamento organizativo da Liga, incluído o comitê Central, assim como solicitar aclarações sobre as atribuições de responsabilidades na organização;
7. Nenhum agrupamento de indivíduo da Liga tem o direito de anular os direitos de um membro.

## Estrutura
A organização de liderança nacional é o Congresso Nacional e o Comitê Central, eleitos pelos congressos. O Congresso Nacional é eleito a cada cinco anos, mas pode ser eleito antes ou depois em circunstâncias especiais. Entre cada congresso, o Comitê Central implementa as decisões feitas no Congresso Nacional e lidera a Liga como um todo; o Comitê Central geralmente se encontra em uma sessão plenária uma vez por ano. Em adição ao Comitê Central, há também Comitês de Assuntos Gerais que supervisionam as tarefas diárias da Liga e lideram organizações fundamentais em trinta e uma áreas administrativas de nível provincial. "É considerado como um assistente do Partido Comunista e uma reserva".
No final de 2002, haviam aproximadamente 210 000 membros do comitê de organizações fundamentais. No início de 2004, o número de membros da Liga da Juventude Comunista era de 71 milhões de jovens, dos quais 30 milhões, ou 42,6%, eram mulheres. Segundo números do Instituto Estatal de Estatística, esta quantidade representa aproximadamente 23,2% do total da juventude do país. A maioria dos membros da Liga se concentra nas grandes cidades chinesas, enquanto que 21 milhões, ou 29,8% do total de membros, corresponde às zonas rurais. Estimativas de 2007 afirmavam que o número de membros da Liga de Jovens era de 73 milhões. O Comitê Central reportou ao fim de 2006 que estudantes representavam 49.9% da liga.
A entrada na organização é permitida a todos os jovens chineses maiores de 14 anos. A presença da Liga de Jovens no sistema educacional chinês é muito importante. Ao concluir a primeira etapa da educação secundária, menos da metade dos estudantes são membros da Liga, mas a quase totalidade dos estudantes que superam a segunda etapa da educação secundária são membros da organização.
Sob a liderança de Hu Jintao, que foi uma figura de liderança na Liga de Jovens, posições chave do governo central e provincial tornaram-se mais propensos a serem preenchidos por membros da Liga e quadros antigos, conhecidos como tuanpai.
O jornal oficial da Liga é o Jornal da Juventude da China

## Símbolos

Bandeira da Liga da Juventude Comunista da China

### Bandeira
A bandeira da Liga da Juventude Comunista foi adotada em 4 de maio de 1950 pelo Comitê Central da Liga, após ser aprovada pelo Comitê Central do Partido Comunista da China. o desenho da bandeira foi supervisionado pelos líderes do Partido, como Mao Zedong e Zhou Enlai.
O fundo da bandeira é de cor vermelha, simbolizando a vitória da revolução. O canto esquerdo possui uma estrela amarela de cinco pontas inscrita em um círculo também amarelo, representando os jovens de China unidos em torno do Partido Comunista.

Emblema da Liga da Juventude Comunista da China

### Emblema
O emblema da Liga foi aprovado pelo Comitê Central do Partido Comunista de China e promulgado pelo Comitê Central da Liga em 4 de maio de 1959. O desenho do emblema combina a bandeira da Liga com uma roda dentada dourada e uma espiga de trigo junto a um sol nascente e uma faixa com os caracteres "中国共青团", o nome abreviado da organização, em cor dourada. O emblema representa a Liga sob o brilho do marxismo-leninismo e do pensamento Mao Zedong, unindo os jovens em direção ao progresso orientado pelo Partido.

### Hino
Em 1987, o primeiro hino da Liga foi composto. Entre 22 e 26 de julho de 2003, a 15ª Assembleia de Representantes da Liga da Juventude Comunista, reunida em Pequim, aprovou uma resolução de emenda dos estatutos da organização no que se estabeleceu como hino oficial a composição "Glória! Liga da Juventude Comunista" (Guāngróng a! Gעngqíngtuán), com letra escrita por Hu Hongwei e música composta por Lei Yusheng.
- "Gloriosa! Liga da Juventude Comunista"
- 光荣啊！中国共青团

#### Chinês
我们是五月的花海，

用青春拥抱时代;
我们是初升的太阳，
用生命点燃未来。
"五四"的火炬，
唤起了民族的觉醒。
壮丽的事业，
激励着我们继往开来。
光荣啊，中国共青团，
光荣啊，中国共青团。
母亲用共产主义为我们命名，

我们开创新的世界。

#### Português
Nós somos as flores de Maio,

Que abraça a idade da juventude;
Nós somos o sol nascente,
Que inflama o futuro com vida.
A tocha do Movimento Quatro de Maio,
Provocou o despertar da nação.
Uma carreira magnífica,
Inspira-nos a conduzir o futuro.
Gloriosa! Liga da Juventude Comunista da China,
Gloriosa! Liga da Juventude Comunista da China.
A mãe nos nomeou com o comunismo.

Estamos criando um novo mundo

## Listas de Primeiros-Secretários
- Yu Xiusong (俞秀松): 1920–1922
- Shi Cuntong (施存统): 1922–1925
- Zhang Tailei (张太雷): 1925–1927
- Ren Bishi (任弼时): 1927–1928
- Guan Xiangying (关向应): 1928–1946
- Feng Wenbin (馮文彬): 1949–1953
- Hu Yaobang (胡耀邦): 1953–1978
- Han Ying (韩英): 1978–1982
- Wang Zhaoguo (王兆国): 1982–1984
- Hu Jintao (胡锦涛): 1984–1985
- Song Defu (宋德福): 1985–1993
- Li Keqiang (李克强): 1993–1998
- Zhou Qiang (周强): 1998–2006
- Hu Chunhua (胡春华): 2006–2008
- Lu Hao (陆昊): 2008–2013
- Qin Yizhi (秦宜智): 2013–2017
- He Junke (贺军科): 2018–

## Cronologia dos Congressos Nacionais
- 1º Congresso Nacional (Liga da Juventude Socialista): 5 a 10 de maio de 1922
- 2º Congresso Nacional (Liga da Juventude Socialista): 2 a 25 de agosto de 1923
- 3º Congresso Nacional (Liga da Juventude Socialista): 26 a 30 de janeiro de 1925
- 4º Congresso Nacional: 10 a 16 de maio de 1927
- 5º Congresso Nacional: 12 a 16 de julho de 1928
- 6º Congresso Nacional (1º Congresso, Liga da Juventude da Nova Democracia): 11 a 18 de abril de 1949
- 7º Congresso Nacional (2º Congresso, Liga da Juventude da Nova Democracia): 23 de junho a 2 de julho de 1953
- 8º Congresso Nacional (3º Congresso, Liga da Juventude da Nova Democracia): 12 a 25 de maio de 1957
- 9º Congresso Nacional: 11 a 29 de junho de 1964
- 10º Congresso Nacional: 16 a 26 de outubro de 1978
- 11º Congresso Nacional: 20 a 30 de dezembro de 1982
- 12º Congresso Nacional: 4 a 8 de maio de 1988
- 13º Congresso Nacional: 3 a 10 de maio de 1993
- 14º Congresso Nacional: 19 a 25 de junho de 1998
- 15º Congresso Nacional: 22 a 26 de julho de 2003
- 16º Congresso Nacional: 10 a 13 de junho de 2008
- 17º Congresso Nacional: 17 a 21 de junho de 2013
- 18º Congresso Nacional: 26 a 29 de junho de 2018[9]